# Klavír
Klavír (z lat. claves = klíče, klávesy) nebo piano je klávesový úderový strunný hudební nástroj. Jeho tón vzniká chvěním strun rozkmitaných úderem plstěných kladívek uváděných do pohybu klaviaturou. Klavír je využíván jako sólový i doprovodný nástroj, či jako součást orchestru.
Existují dva základní typy piana. Velký klavír neboli křídlo, koncertní křídlo má rezonanční skříň se strunami vodorovně a je určené zejména pro koncertní účely. Menší nástroj se nazývá pianino a má rezonanční skříň umístěnu svisle. Hráč na klavír je klavírista (klavíristka) nebo méně často pianista (pianistka).

## Vývoj názvů

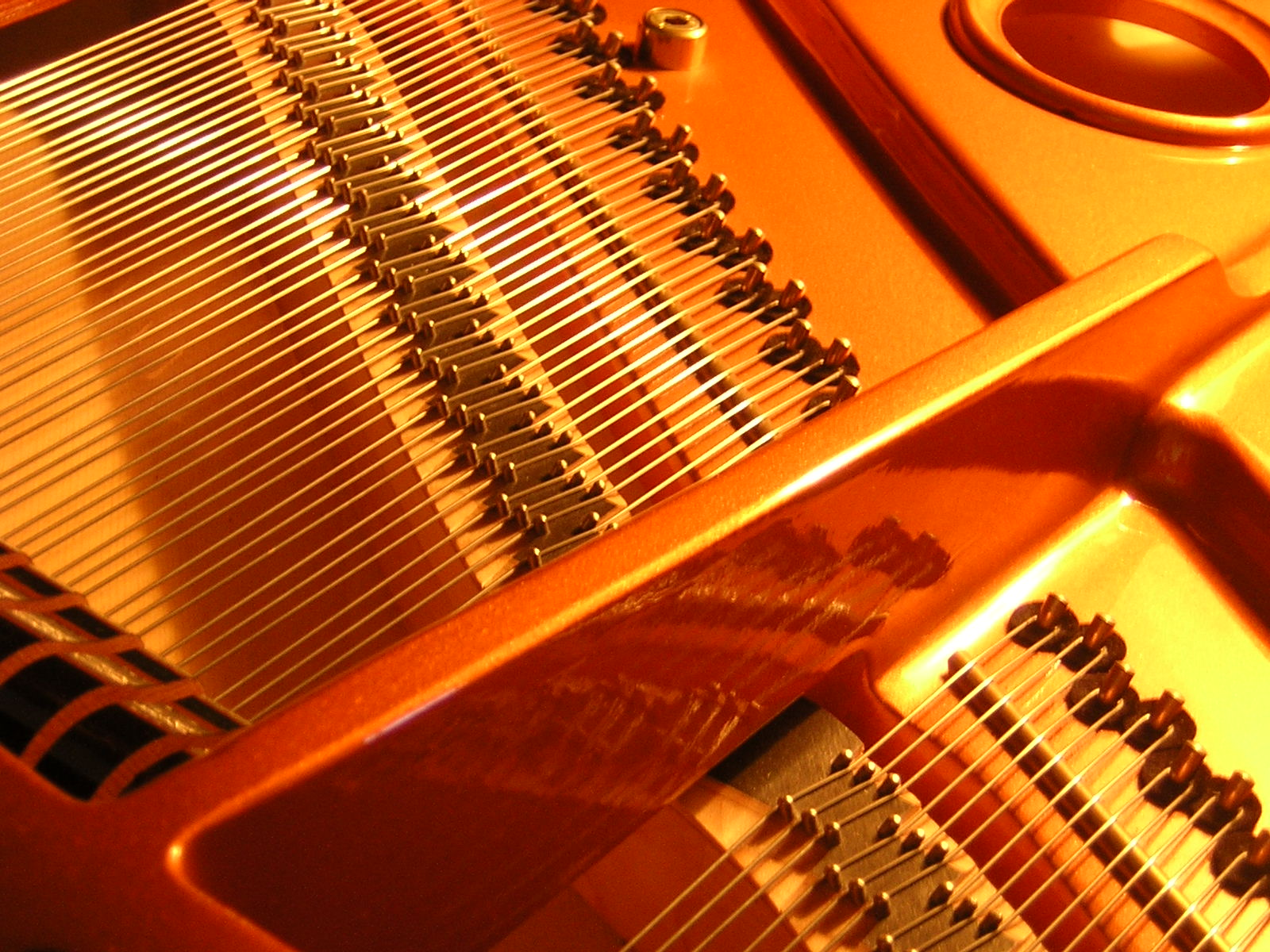
Pohled na struny křídla

Slovo klavír (z latinského clavis – klíč) znamená původně řadu kláves neboli klaviaturu ("klávesnici"). V tomto významu se používá např. jako synonymum pro označení manuálu u varhan aj. (tj. např. třímanuálové varhany mají tři manuály neboli tři klavíry, cembalo dvě klaviatury neboli dva klavíry). V širším slova smyslu se tento termín začal v minulosti používat pro všechny klávesové nástroje, jakými jsou např. cembalo, spinet, klavichord apod., neboť hudební skladatel dedikoval (věnoval) svoji skladbu pro „klavír“, aniž by blíže specifikoval, o jaký nástroj se jedná.
Slova fortepiano a pianoforte byly názvy pro předchůdce klavíru a pocházejí z italských slov piano (tj. slabě) a forte (tj. silně) a vyjadřovala přednost nástroje měnit intenzitu produkovaného zvuku v závislosti na síle úhozu prstu na klávesu. Jeho zkrácením vzniklo slovo piano.

## Úvod
Klavír, stejně jako ostatní strunné nástroje – klavichord a harpsichord, pracuje na principu rozeznívání ocelové struny. Ta se rozechvívá stiskem klávesy, jež v případě klavichordu kovovým hrotem, v případě harpsichordu hrotem brku a v případě klavíru dřevěným kladívkem strunu rozkmitá.
Od 80. let 20. století se používají rovněž elektronická piana, kde je složitá mechanika klavíru nahrazena elektronickým tónovým generátorem.
Mezi výhody klavíru patří, že na něj může hrát téměř každý, od malého dítěte až po starého člověka. Klavírní literatura je velmi široká a může uspokojit jak začínající klavíristy, tak náročné hráče. Zvuk klavíru je oblíben i mezi těmi, kteří sami klavírní hudbu neprovozují, a klavírní recitály či koncerty patří ke stálému programu koncertních domů.
Nevýhodou klavíru je jeho vysoká hmotnost, špatná skladnost a mobilita.

## Stavba klavíru

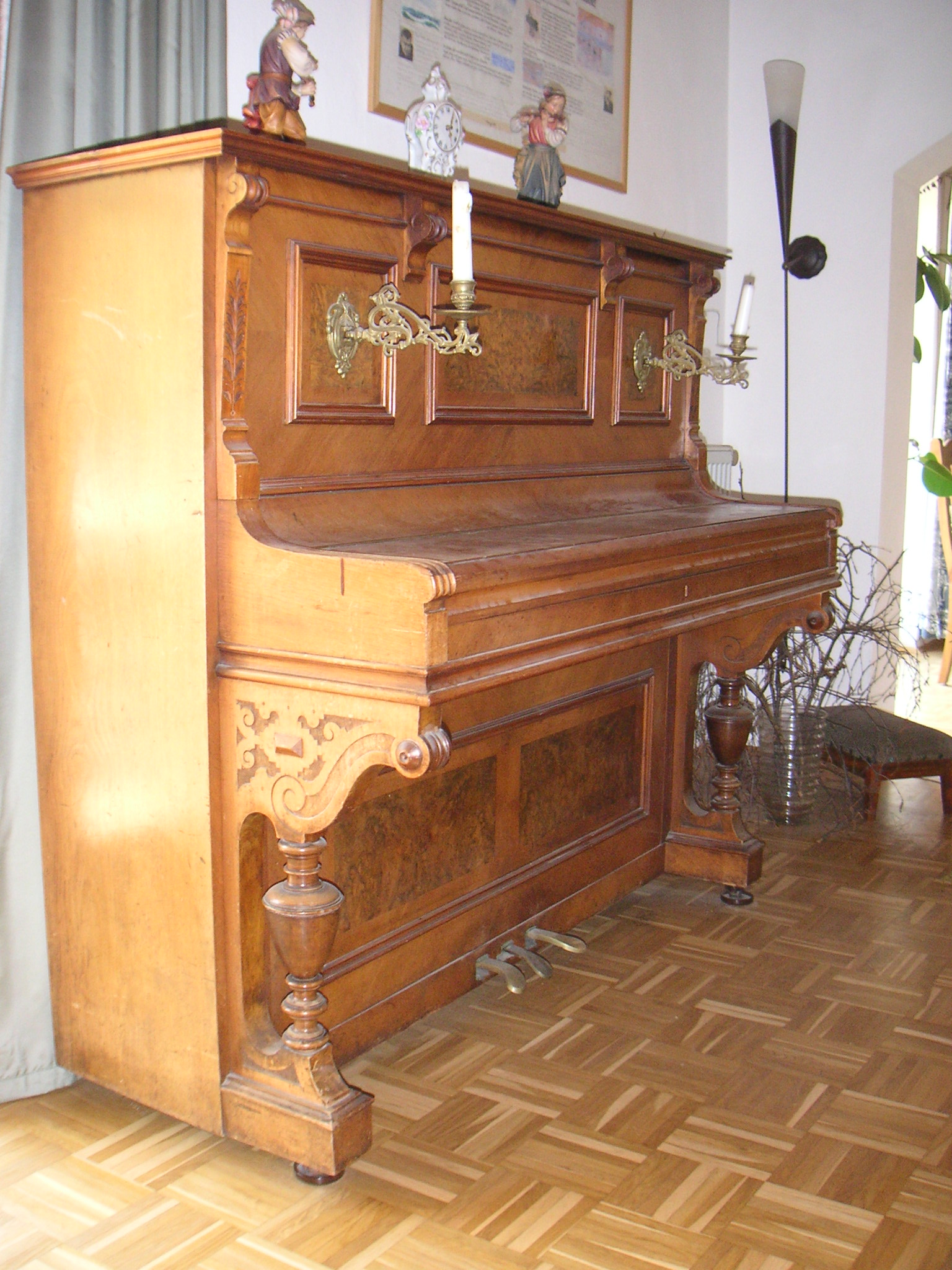
Pianino

Klavír je nesmírně složitý nástroj skládající se z mnoha částí, jejichž jednotným cílem a účelem je vytvářet čisté a zvučné tóny.

Schematický popis fortepiana

### Skříň klavíru a ozvučná deska

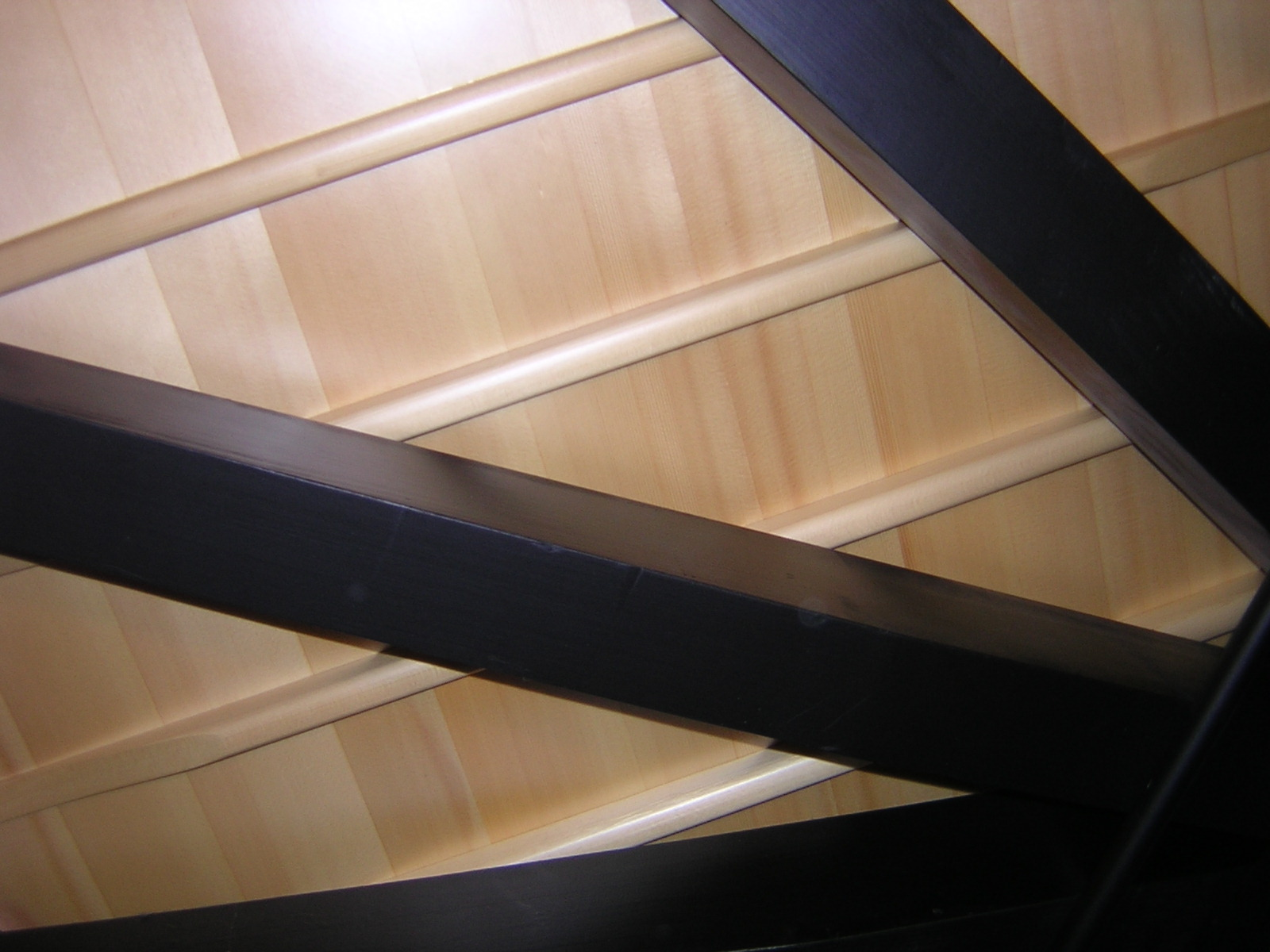
Skříň s žebry

Celou konstrukci klavíru a všech jeho částí nese masivní baraš čili půda s rezonanční deskou (nebo u křídla korpus) s litinovým rámem (polopancéřový nebo celopancéřový). U celopancéřového pianina sahá litinový rám až k hornímu okraji skříně (zahrnuje i prostor ladicích kolíků, kdežto polopancéřový nástroj má ladicí kolíky mimo rám. Baraš či korpus nese skříň, v níž je uložen mechanismus klavíru se strunami a klávesnicí.
Ozvučná deska (též ozvučnice či rezonanční deska) je opatřena žebry a kobylkou a je duší nástroje. Záleží u ní na hustotě let dřeva a síle desky – pro vysoké tóny hustší a tlustší, pro nízké řidší a tenčí, samozřejmě i na správném umístění štégu (kobylky). Kvalita této desky určuje kvalitu tónů. Je vyrobena ze smrkového, či řidčeji jedlového dřeva; nachází se v případě křídla vespod skříně pod strunami a litinovým rámem, v případě pianina u zadní stěny nástroje. Dřevo, které je na ni použito, musí být speciálně nařezáno a necháno několik let vysychat. Funkcí ozvučné desky je prostřednictvím kobylky přijímat tóny strun, zesilovat je a dávat jim příslušnou barvu.
Také záleží na stěsnanosti či vnitřní prostornosti nástroje, aby byl zvuk nesen správným směrem a nebyl ničím zkreslen. Záleží i na vlivu teploty, tvaru a tlumivosti okolního prostoru, kde je nástroj umístěn. Rozhodně by nástroj neměl sloužit jako odkládací a manipulační deska pro jiné účely, zejména květiny a chrastící předměty.
Je možné se setkat i s tzv. tabulovým celopancéřovým klavírem s anglickou mechanikou (vypadal jako běžný čtyřnohý stůl, na delší straně měl čelně zakrytou normální klaviaturu a horní desku měl odklopnou, podepřenou) a se starými vídeňskými křídly i novějšími americkými (Steinway), obecně tedy od malých pokojových po velké koncertní nástroje. Staré typy měly místo pancéřového rámu jen vzpěry.

### Klaviatura

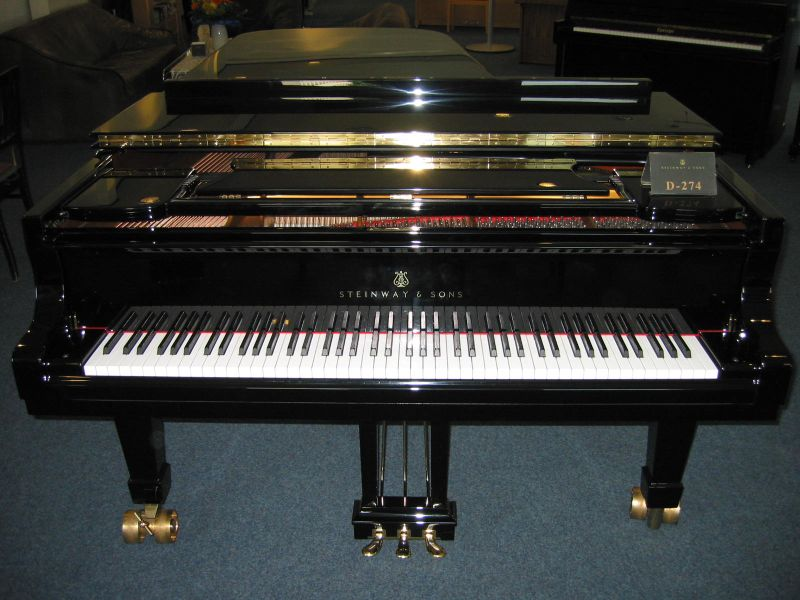
Klaviatura

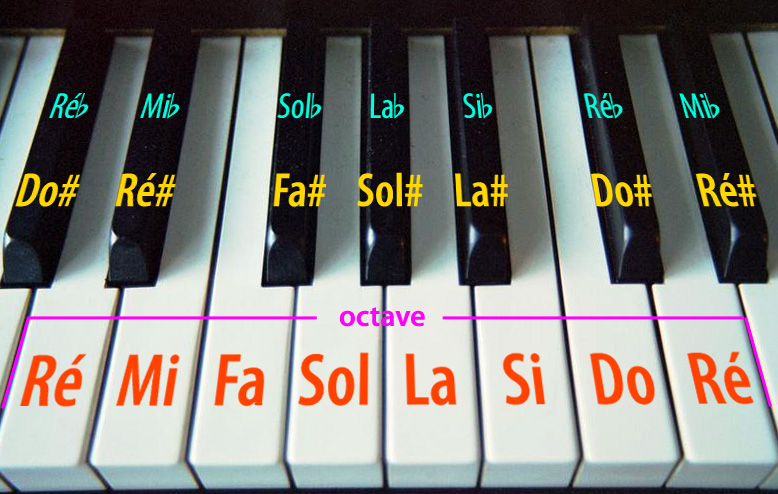
Klávesy

Klaviatura se skládá z řady černých a bílých kláves, jejichž stiskem vytváří pianista tóny. Téměř všechny současné klavíry mají 88 kláves (s celkovým rozsahem sedm oktáv a část osmé). Dříve se vyráběly klavíry s 85 klávesami, lze naopak nalézt i speciální, zejména koncertní klavíry, s větším počtem kláves. Klávesy musí být při sesazování nástroje vyváženy, čehož se dociluje olůvky upevněnými v zadní části kláves, a také perfektně vyrovnány na výšku, typicky pomocí papírových podložek.
Na klaviatuře se nacházejí bílé a černé klávesy. Bílých je v jedné oktávě sedm a hrají tóny hudební abecedy: (C – D – E – F – G – A – H + C), resp. osm: krajní tóny patří zároveň i do sousedních oktáv. (Hudebníci holt nepočítají intervaly od nuly, nýbrž od jedné: prima.) Černých kláves je pět a hrají se jimi některé půltóny: Podle tóniny (tedy kterékoli mimo C dur / A mol). Dříve byly běžné modely, které měly barvy naopak. Při 88 klávesách je tedy 52 bílých a 36 černých. Na bílé klávesy se dřív užívala slonovina a mroží kel, na černé ebenové dřevo. Dnes se místo vzácných materiálů obkládají klávesy umělými (nejčastěji celuloidem).
Na litinovém rámu jsou nataženy struny, pro hlubší tóny delší a silnější, pro vyšší tóny kratší a tenčí (vlnová délka hlubší tónů je totiž větší). Pro jeden tón se používá pro nejhlubší tóny jedna silnější struna (bývá ovinutá i vícekrát), pro nejvyšší tóny struny tři až čtyři (chór). Protože je zvuk vysokých strun slabší,[zdroj⁠?!] zvýšením jejich počtu se zesiluje. Alikvótní přídavné struny jsou laděny s rozdílem oktávy vůči základnímu chóru a upravují barvu tónu. Struny procházejí u kolíků chórovými otvory v agrafech, které udržují správné mezery mezi strunami i jednotnou výšku strun, nutnou pro plné rozezvučení chóru dopadem plstěného kladívka.

### Rozeznívání strun

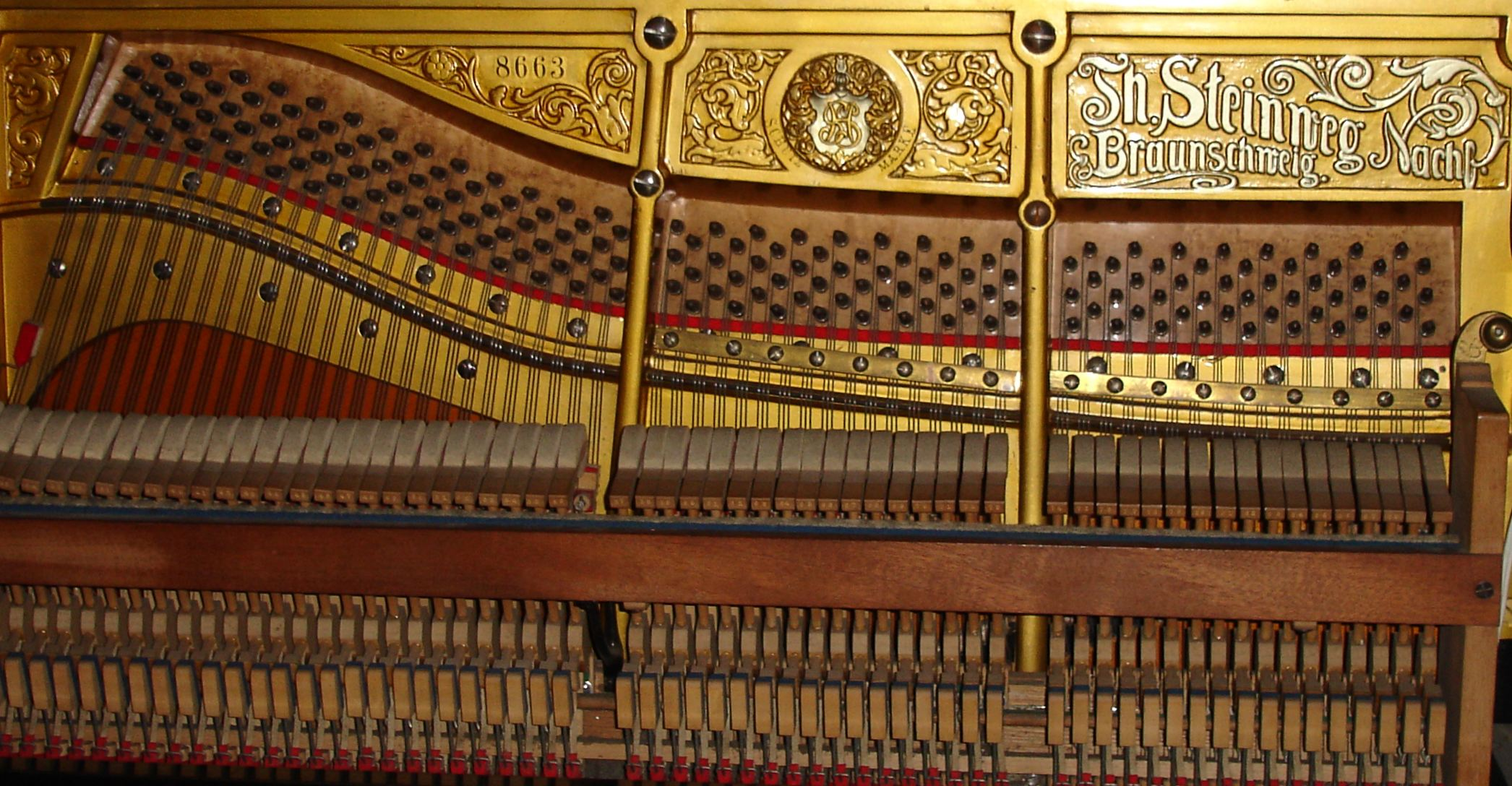
Ukázka vnitřní mechaniky pianina

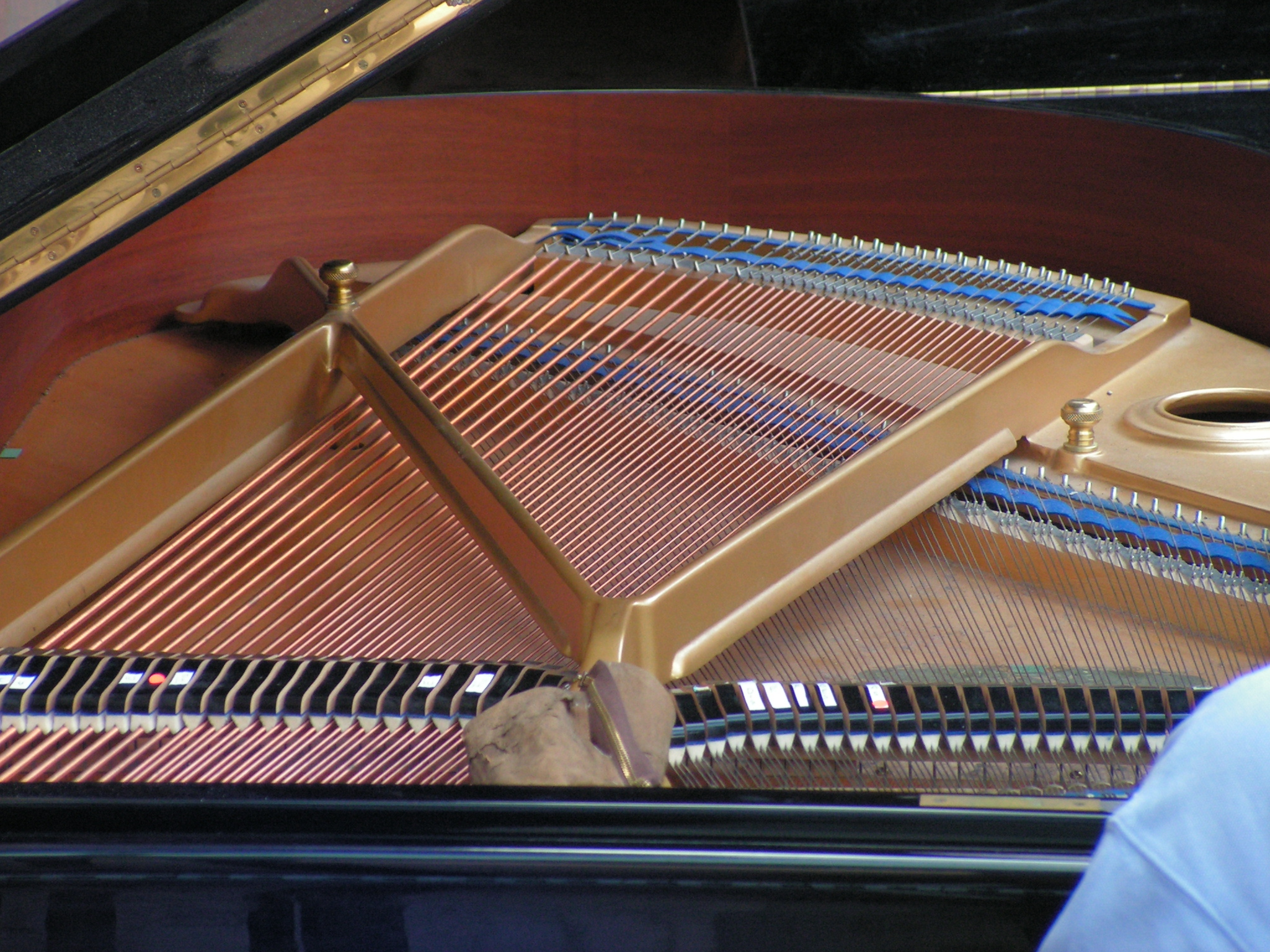
Vnitřek (struny, rám a rezonanční deska) klavíru

Klavírní mechanika je technicky nejkomplikovanější část nástroje. Skládá se z řady pák, které propojují klávesu s kladívkem a dusítkem strun. Při stisknutí klávesy se ze struny zvedne dusítko, plstěná krátká lišta, která brání struně znít. Jakmile se struna uvolní, dopadne na ni plstí opatřené kladívko a rozezní ji. Po dopadu odskočí, aby strunu netlumilo a mohlo dle potřeby udeřit znovu. Když pustí hráč klávesu, dopadne dusítko zpět na strunu a ta ztichne. Délka tónu může být i po puštění klávesy prodloužena pomocí pedálu.
Hlasitost tónu závisí na způsobu úhozu na klávesu. Pokud nejsou dusítka nadzvednuta pomocí pedálu, zní struna po dobu stisku klávesy. Po jejím uvolnění dosedne příslušné dusítko zpět na strunu a tón utlumí.
Klavír může být vybaven mechanikou vídeňskou (starší, dnes se již nepoužívá) nebo anglickou.
Postupem času se objevilo několik typů křídlových a pianinových mechanik. Z drnkátek starých spinetů se postupně začala používat plstí krytá kladívka, vyvinuly se i chytače, které umožňují docílit vysokou a lehkou repetici (rychlé opakování téhož tónu). Podobně se měnily i způsoby ovládání či vypínání tlumení zvuku. Svého času se nejvíce užívala dvojrepetiční Herz-Erardova mechanika. K její výrobě se užívalo vybrané habrové a podobné dřevo, speciální osičkový materiál a další speciální druhy plstěných, kožených, textilních a kovových dílků.
Tichosti chodu mechaniky se dosahuje klouzáním osiček v kašmírových vložkách, užitím plstěných polštářků a textilních či kožených materiálů. Kašmírovými pouzdry jsou opatřeny také klávesy. K snadnějšímu klouzání dřevěných dílů se navíc užívá práškový klouzek [mastek].

### Pedály
Pedály jsou umístěny pod klaviaturou a klavírista je ovládá nohama. Běžné klavíry mají dva, či častěji tři pedály.

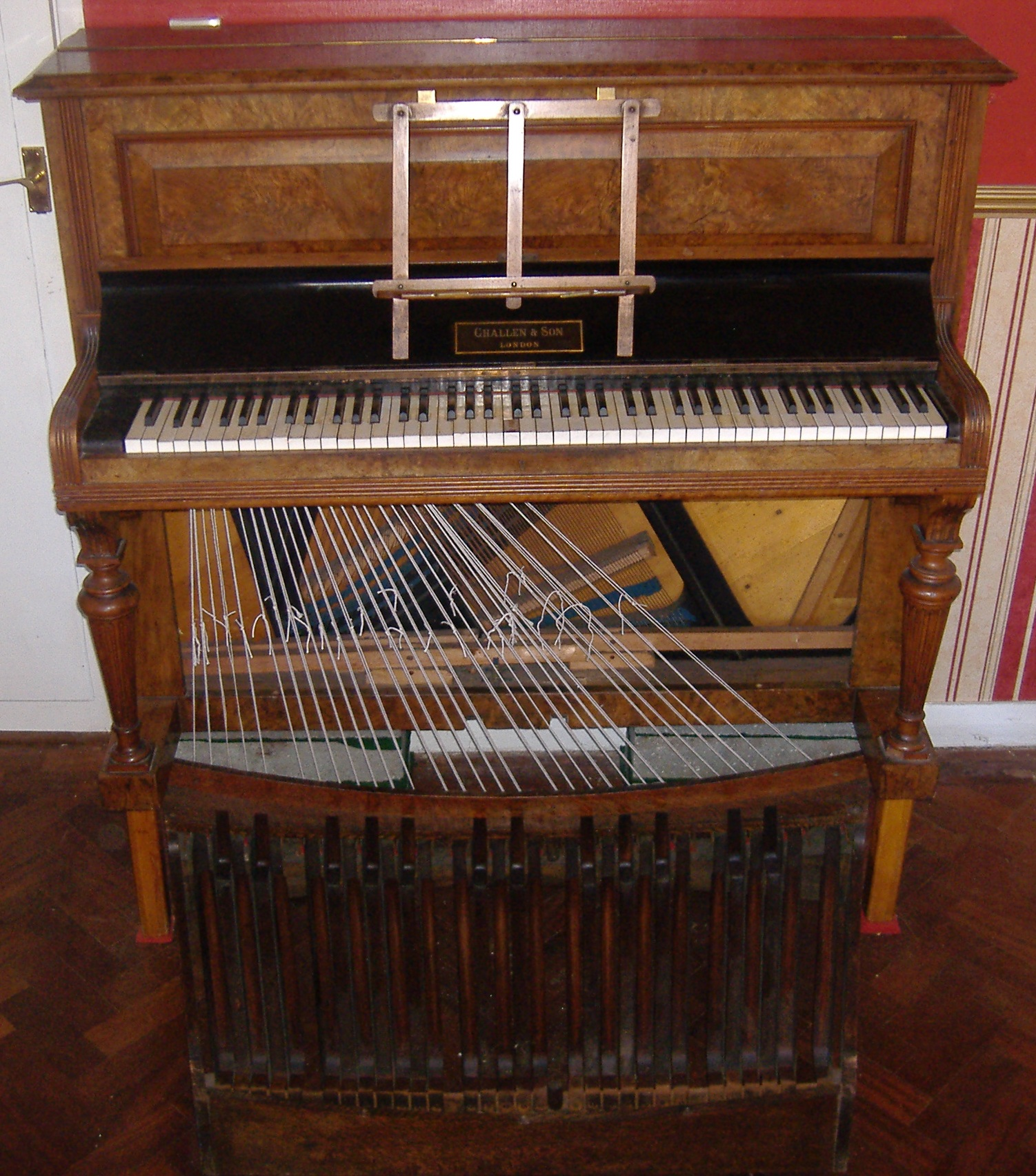
Pedálový klavír

Pravý pedál klavíru a křídla (fortepedál, forte pedál sustain pedál nebo damper pedál) ovládá dusítka strun. Struny pro většinu tónů jsou vybaveny dusítkem, jež zastavuje jejich chvění a tím utlumuje jejich zvuk. Pravý pedál je s dusítky propojen tak, že ta se při jeho sešlápnutí ze strun hromadně zvednou. Vibrace strun proto pokračují, navíc se rozeznívají i ostatní struny, zejména alikvotní tóny – dochází k tzv. přeznívání tónů a zvuk nástroje zní plněji. Poprvé se pedál s touto funkcí objevil u hammerklavíru.
Levý pedál se nazývá una corda (někdy též piano pedál) a patří mezi nejstarší. Tuto jeho funkci nalezneme zejména u křídel, klavíry ji mívají zřídka. Jeho sešlápnutím neudeří kladívko do všech tří strun, ale jen do dvou. Jejich zvuk je proto slabší a zabarvuje se. Při sešlápnutí se klaviatura posouvá doprava (vzácněji i doleva) a tak se kladívko dostává na dvě struny místo tří. U klavíru se slabšího zvuku častěji dosahuje přisunutím kladívek blíže ke strunám, nicméně je tomu tak i u některých křídel. Při tomto však dochází ke změně pocitu ze hry (snazší stisk kláves).
Prostřední pedál, tzv. sostenuto, ovládá rovněž dusítka, ovšem ne všechna, ale ta, jež byla zvednuta při hře ve chvíli sešlápnutí pedálu. Prodlužuje tak délku jen těch tónů, které zněly v momentu sešlápnutí.
Vznikl jako poslední (autor Jean-Louis Boisselot, později zdokonalila a v roce 1874 patentovala firma Steinway), obsahují jej všechny novější typy klavíru i některé dražší typy pianin. Prostřední pedál u pianina nejčastěji plní funkci tzv. tlumícího efektu.
Zřejmě první skladatel, který předepisoval a propracoval zápis použití pedálu v notovém partu, byl Jan Ladislav Dusík.
Pedálový klavír je typ klavíru rozšířený o pedálovou klávesnici, umožňující hrát basové tóny nohou podobně jako u varhan.

### Další mechanismy
Začátkem minulého století se vyráběla také masivní pianina s tichým elektromotorem a pneumatickou mechanikou, do které se vkládal široký válec s děrovaným pruhem papíru, kde byl každý stisk klávesy naperforován. Takto upravené se nazývá pianola nebo mechanický automatický klavír. Sacím mechanismem se skladba snímala z pásu a přenášela na dřevěné měchy kláves, takže se klávesy samy stiskaly.
Křídla měla dole tzv. lyru s pedály, ovládajícími mutace zvuku (pohyb dusítek, klávesnice či tlumicí plstěné lišty). U pianin k témuž účelu sloužily 2 až 3 pedály, někdy ruční moderátor.
K docílení lepší barvy zvuku někteří výrobci užívali kromě normálního chóru strun téhož tónu ještě strunu alikvótní a u vysokých tónů pro jeden chór i 4 struny. Nejcitlivější oblastí ladění jsou úseky tónů, kde se přechází z normálních – zpravidla třístrunných chórů na struny ovinuté. Zde se při ladění a intonaci musí laborovat i s plstí kladívek – někdy se musí úder změkčit napícháním a jindy zvýšit třeba napuštěním plsti vhodnou látkou.
Staré typy mívaly ladicí kolíky ploché, novější mají osmihranné s jemnými šroubovými drážkami. Hodně záleží i na úpravě díry pro kovovou strunu, jakož i na dokonalosti agrafů upravujících chóry strun.

## Druhy pian

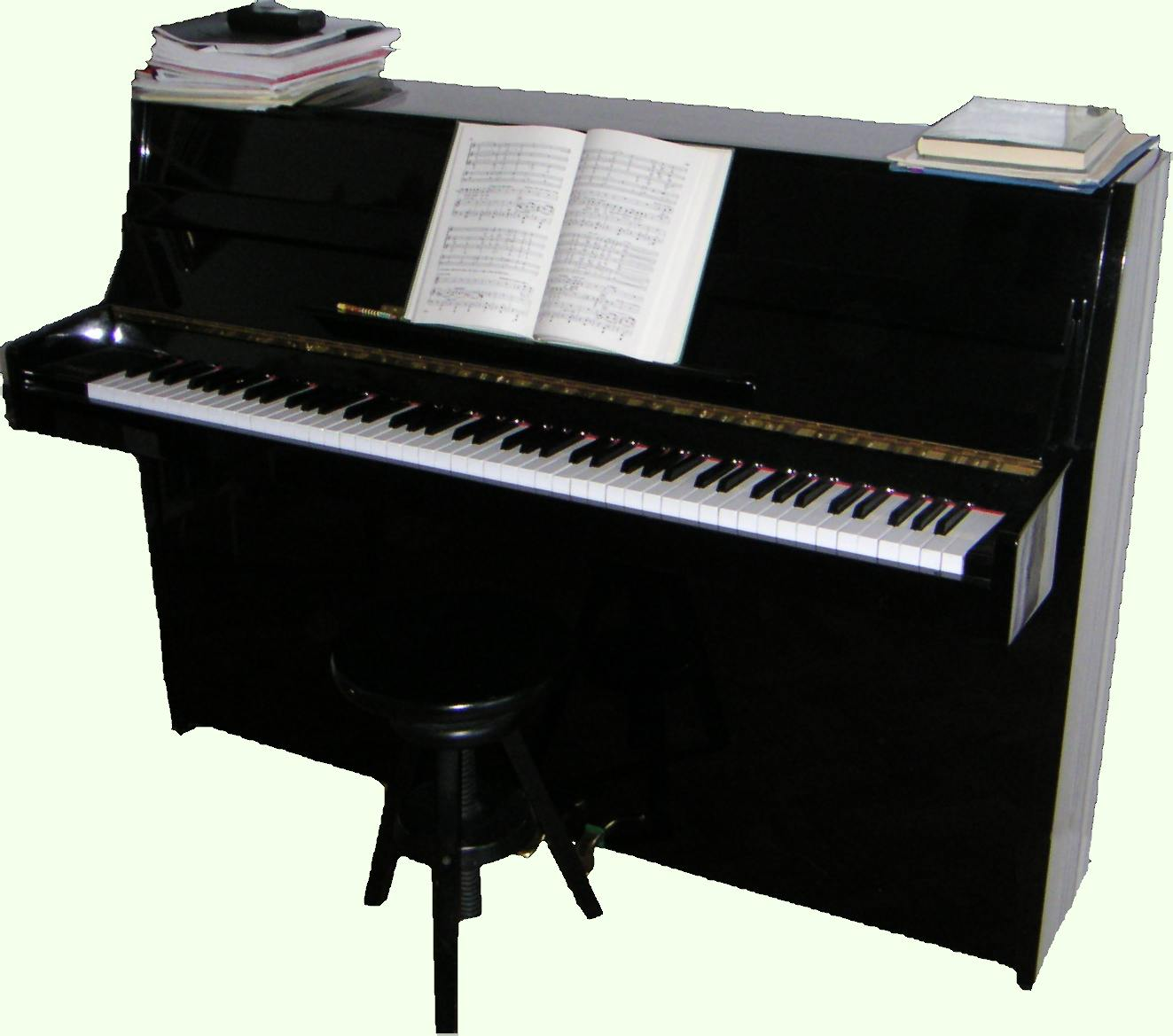
Pianino

Moderní piano má dvě základní podoby: klavír (křídlo) a pianino. Každý z těchto druhů může mít řadu typů, v závislosti na velikosti, tvaru či použitém materiálu. Krom toho se v minulosti vyskytovaly jiné, specifické konstrukce, od nichž se dnes již víceméně upustilo (např. tzv. žirafí krk). U menších pian bývá u obou podob křížení strun a dělená kobylka.

### Křídlo
Ve skříni klavíru jsou rám a struny uloženy vodorovně. Struny jsou taženy kolmo ke klaviatuře a leží vedle sebe. Velikost křídla se liší, jeho délka může dosahovat od zhruba jednoho a půl metru až ke třem metrům. To klade značné nároky na prostor, v němž je "křídlo" umístěno, a to nejen na plochu, ale i výšku místnosti, neboť pro patřičnou rezonanci zvuku je potřebná i určitá výška stropu. Ve světě se dosud vyrábějí i klavíry tvaru psacího stolu.

### Pianino
Původně si roku 1825 nechal patentovat předchůdce pianin (nazvaný sirenion) rakouský skladatel Johann Josef Promberger. Pianino se od křídla liší rozměry i konstrukcí. Rám a struny jsou umístěny ve svislé rovině, stejně tak kladívka mají v klidovém stavu svislou polohu, struny se pro úsporu místa kříží. Největšími přednostmi pianina jsou jeho nižší výrobní náklady a menší velikost.

## Dějiny klavíru

### Raný vývoj klavíru

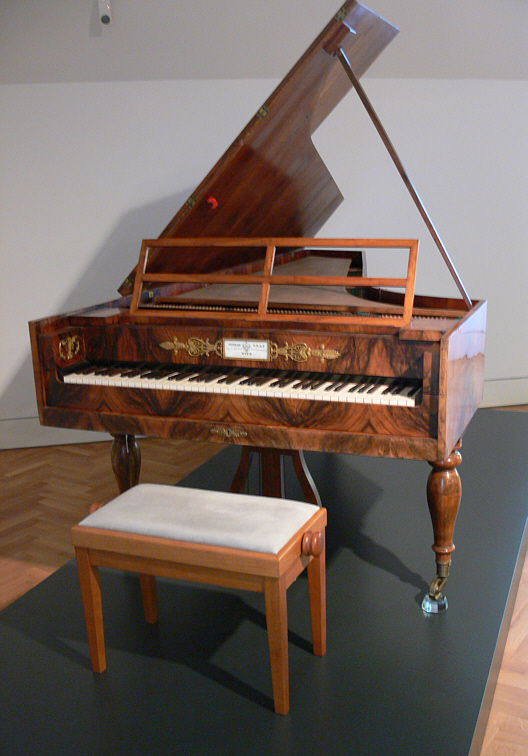
Kladívkový klavír Conrada Grafa z 19. století

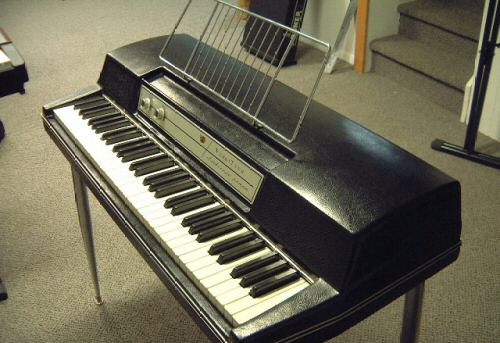
Elektrické piano

Praotcem klavíru byl řecký monochord, v podstatě přístroj na měření hudebních intervalů. Byla to jediná struna napjatá na ozvučné desce, která se posuvnou kobylkou dělila na různě dlouhé úseky struny a ty se pak rozeznívaly paličkou, které se říkalo plektron.
Zvýšením počtu strun vznikl polychord, který již byl od počátku myšlen jako hudební nástroj. Poměrně značně se rozšířil a v různých zemích byl znám pod různými názvy (helikon, manicorde, manicordium).
Připojením klávesnice a trsacího mechanizmu rozechvívajícího struny vznikl, nejspíše na začátku 14. století, klavichord (anglická šachovnice, ve Španělsku exaquir).
Podstatným rysem všech těchto nástrojů je to, že všechny struny jsou stejně dlouhé, jsou naladěné na stejnou výšku a při hře se výška tónu mění zkracováním délky struny posuvem kobylky a změnou místa, kde se mají jazýčky dotknout strun.
Paralelně s klavichordem vzniká klavicembalo, které se od klavichordu liší tím, že jeho struny jsou různě dlouhé, z nichž každá je naladěna na jinou výšku tónu. Zpočátku byla pro každý tón struna jedna, později dvě až tři. V dalším vývoji byly připojeny rejstříky, které různými technickými prostředky umožňovaly měnit barvu tónu. Hudebník seděl čelem napříč strunám. V Anglii se tomuto nástroji říkalo virginal a v Německu spinet.
Dalším vývojem se změnilo posazení hráče. Hudebník byl přesazen na užší stranu nástroje a struny byly nataženy směrem od něj. Nástroj se pak podobal cimbálu a vžil se pro něj název clavicembalo nebo zkráceně cembalo. V Anglii je dodnes znám jako harpsichord. Podle podoby s ptačím křídlem se takto konstruovanému cembalu říkalo křídlo.
K realizaci poslední vývojové etapy vedla snaha dosáhnout větších dynamických rozdílů bez složité mechaniky několika klaviatur a rejstříků. Řešení bylo ve změně způsobu rozechvívání strun. Místo jazýčku byla zvolena palička spojená s klávesnicí, která umožňovala různou silou úderu dosáhnout i různě silného zvuku.
Není neobvyklé v dějinách lidstva, že na tutéž myšlenku v době, která je pro ni zralá, přijde několik lidí současně. V případě kladívkového klavíru byli hned tři.
Patrně prvním byl ve Florencii kustod sbírky hudebních nástrojů rodiny Medicejských Bartolomeo Cristofori, který svůj první model sestrojil roku 1708 a nazval jej „stromento col piano e forte“, čili nástroj se slabou a silnou dynamikou. Do dnešního dne se dochovaly tři Cristoforiho nástroje.
Zásluhu na rozšíření myšlenky kladívkové mechaniky měl jiný Ital, Scipione Maffe, který roku 1711 publikoval oslavný spis na kladívkový klavír.
Francouzský výrobce cembal Jean Marius předvedl roku 1716 pařížské královské akademii tři modely podobného typu jako Cristofori a konečně roku 1717 německý varhaník Christoph Gottlieb Schröter v Drážďanech další dva modely, založené na poněkud odlišném principu. Vynález se potýkal s technickými problémy a patrně by i zapadl nebýt saského nástrojaře Gottfrieda Silbermana, který v roce 1728 zahájil prakticky masovou produkci zdokonaleného nástroje, který nazval Pianoforte (odtud zkráceně piano).
Prakticky téměř celých sto let existovaly vedle sebe jak klavichord a cembalo, tak i piano. Např. Johann Sebastian Bach piano dobře znal a sám navrhl některá technická zlepšení; ve své tvorbě i koncertní činnosti však zůstal věrný cembalu. Mnozí další skladatelé, mezi jinými např. Joseph Haydn nebo Wolfgang Amadeus Mozart, si však uvědomovali možnosti, které dává mohutnější zvuk a schopnost dynamických změn. Vzniká rozsáhlá literatura a to spolu s rozšířením nástroje i do měšťanských domácností na počátku 19. století klavichord a cembalo prakticky vytlačilo.
K renesanci cembala došlo až ve 20. století, když umělci i obecenstvo rozpoznali, že skladby psané pro cembalo znějí autenticky a barevněji na originálním nástroji a klavír se v tomto případě zdá být nedokonalou náhražkou.

### Vznik klavíru dnešního typu
V první polovině 19. století vznikla v Evropě řada dílen specializovaných na stavbu klavírů (např. pařížský Erard, londýnský Broadwood či vídeňský Bösendorfer). Nástroj prodělal dlouhý vývoj, např. byla specifikována funkce pedálů či rozšířen rozsah z pěti oktáv v dobách Mozarta na dnešních sedm a víc. Stejně tak se vyvinula klavírní mechanika, jaká se používá při stavbě pian i v současnosti. K polovině 19. století již piano vypadalo a fungovalo jako dnes.

## Výroba klavíru
Výroba klavíru je dlouhý, finančně i technicky náročný proces, který od pokácení stromů k poslednímu doladění může trvat několik let (většinou čtyři až šest).
Začíná se výběrem vhodného dřeva. V České republice je to smrkové dřevo ze Šumavy, které používá např. česká firma Petrof, ale i řada zahraničních výrobců. Ovšem každý klavír je postaven z více druhů dřev, jež jsou voleny podle svých vlastností (měkkost či schopnost nést zvuk). Dřevo se postupně řeže na fošny a dává proschnout. Stejně zodpovědná práce je vyválcovat struny potřebné tloušťky a délky. Struny bývají většinou ocelové, a aby se dosáhlo jejich různé frekvence kmitání, v basovém rejstříku jsou ocelová jádra strun opřádaná měděným drátem.
Nejdůležitější fází je tzv. tónování nástroje, ladění a intonování.

### Tónování
- jedná se o přibližné vyladění strun na předepsanou výšku,
- provádí se bez mechaniky klávesnice,
- klavír je pozvolna připravován na velký tlak strun.

### Intonování
- je nutné pro perfektní stav nástroje, zejména jeho kladívek,
- jedná se o poslední úpravu nového klavíru a mluvíme o zvukové úpravě,
- úkolem ladiče je odstranit veškeré negativní vlivy, jež by mohly narušit kulturu tónu,
- úprava kladívek: 1. broušením kladívkové plsti, 2. pomocí intonačních jehel, 3. tónové oblasti ve správném poměru.

Když je celý nástroj zkompletován (včetně leštění dřevěného povrchu atd.), ladí se jednotlivé struny pomocí speciálních ladicích klíčů. V současnosti se téměř výlučně používá rovnoměrně temperované ladění. Klavír, jako ostatní hudební nástroje, se ladí ladičkou o kmitočtu 440 Hz (dříve 435 Hz). Ve vážné hudbě se v současnosti začíná čím dál více prosazovat ladění o vyšším kmitočtu, zpravidla 442 Hz nebo 443 Hz.
V českých zemích piana vyráběly firmy: Petrof v Hradci Králové (stále vyrábí), Förster v Jiříkově (po reprivatizaci dále vyrábí), Scholze ve Varnsdorfu (skončila r. 1937), Rösler v České Lípě (skončila před r. 2000), Brož ve Velimi (skončila kolem r. 1960), Dalibor v Zákolanech (skončila 1985), Koch a Korselt v Liberci (zanikla), Jackel v Jablonci n. N. (zanikla), Lídl & Velík v Boskovicích a Moravském Krumlově (zanikla po r. 1948) a Hofmann a Czerny v Jihlavě (jako firma Bohemia přestěhována do Hradce Králové a odkoupena firmou Bechstein; vyrábí pod názvem Bechstein Europe).

## Péče o klavír

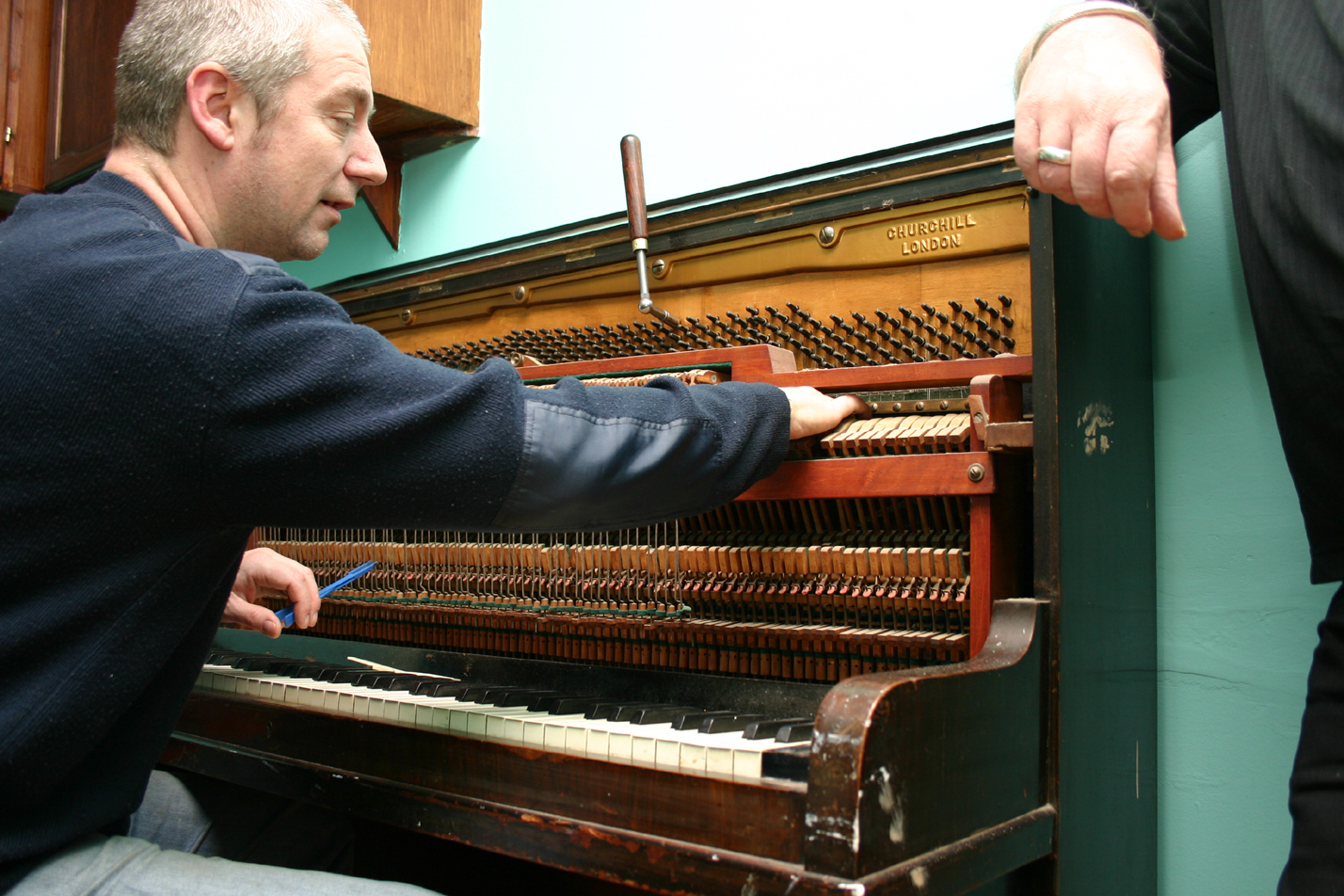
Ladič pian

Aby zůstal klavír stále v dobrém stavu, je vhodné ho uchovávat ve stabilním prostředí bez změn teplot, vlhkosti apod. Rovněž časté stěhování klavíru škodí, jednak změnami prostředí, jednak nárazy při přenášení, čímž se mohou uvolňovat klávesy, struny aj. V místnosti by klavír neměl stát u obvodových stěn či zdrojů tepla.
I přes sebelepší péči o nástroj dochází k jeho rozladění. Pak je zapotřebí povolat odborníka, ladiče, který piano doladí.

## Klavírní literatura

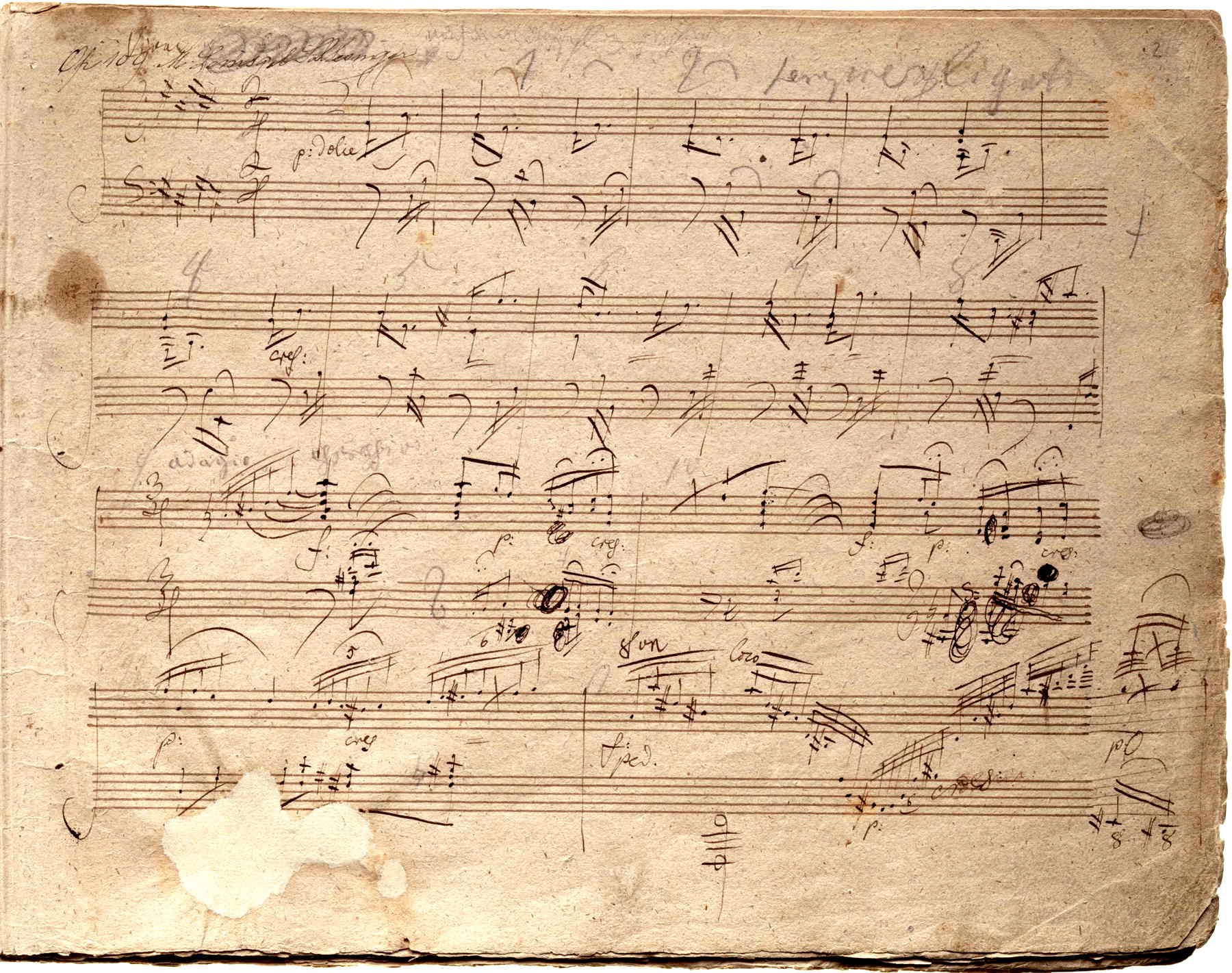
Beethovenův rukopis Velké sonáty pro kladívkový klavír

První skladbu, která byla vytvořená zvlášť pro klavír, napsal roku 1732 Ludovic Giustini; nesla název Dvanáct sonát pro hlasité i pomalé cembalo.
Uplatnění klavíru a klavírní hudby je široké a každý hudební styl, od baroka po jazz zanechal klavíru rozsáhlý repertoár, asi nejvíc však romantismus. Přední hudební skladatelé 19. století (Beethoven, Chopin, Debussy, Schönberg aj.) či 20. století (mj. Gershwin) zanechali po sobě rozsáhlé klavírní dílo. Předností klavírního repertoáru je, že pro piano byly upraveny i mnohé skladby určené původně orchestru či pěvcům.
Ti, kteří se hrát na klavír teprve učí, se velmi často setkají s etudami Beethovenova žáka Karla Czerného, Viléma Kurze či jeho žáka Antonína Sarauera.

## Slavní klavíristé
V 18. a 19. století se role klavírního virtuóza a skladatele velmi často prolínala, takže např. Ludwig van Beethoven byl mnohem dřív znám jako pianista než jako hudební skladatel. Z dalších předních interpretů minulosti lze uvést snad největšího pianistu 19. století a rovněž komponistu Ference Liszta, jeho rivala a přítele, polsko-francouzského skladatele Fryderyka Franciszka Chopina či jejich mladšího kolegu Roberta Schumanna. Slavným klavírním virtuózem byl například i Anton Rubinstein.
20. století poznalo řadu špičkových klavíristů, jako například Svjatoslava Richtera, Alfreda Brendela, Vladimira Ashkenazyho či řadu dalších.

## Slavné značky

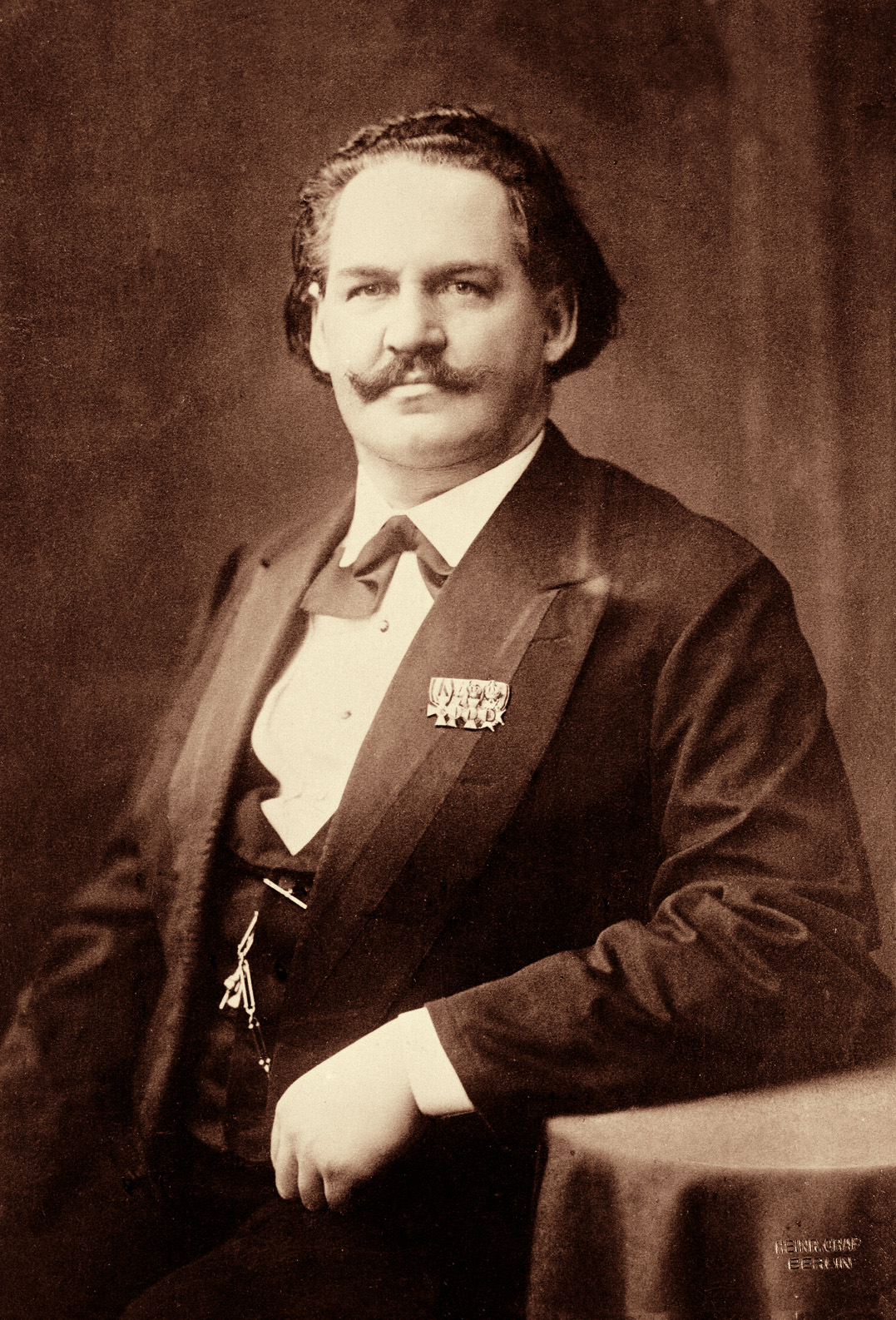
Carl Bechstein

Na světě existuje několik desítek firem, které se zabývají výrobou pian. Nástroje se tak neliší pouze značkou, ale i sytostí a sílou tónu a samozřejmě cenou. Celkový počet výrobců klavírů na celém světě od počátku jejich zhotovování je podstatně vyšší.  
Mezi světoznámé výrobce klavírů (firmy nesou jména svých zakladatelů) patří americká firma Steinway & Sons, londýnský Broadwood, vídeňský Bösendorfer, berlínský Bechstein, italská firma Fazioli či pařížský Erard; největší výrobce pian (i všech hudebních nástrojů dohromady), je japonská firma Yamaha Corporation.[zdroj⁠?!] Nejslavnějším českým zástupcem je královéhradecká Petrof, jež bývala i největším evropským výrobcem pian.

## Klavír v nehudebních uměních

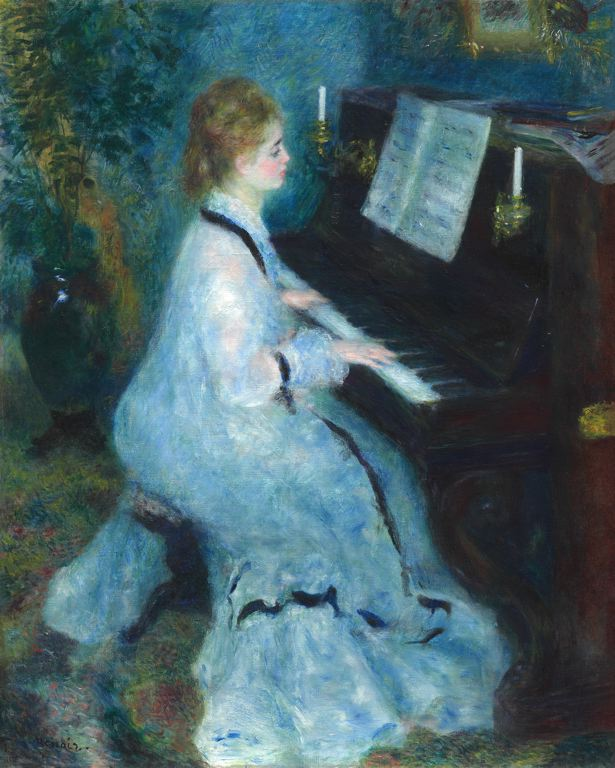
Renoirův obraz ženy u klavíru

Krom hudby se klavír často vyskytuje i v jiných uměních. Již od svého vzniku byl často malován na portréty šlechticů, měšťanů i hudebníků, neboť se v té době jednalo o nesmírně nákladnou akvizici, jež dokazovala majetnost vlastníka a zároveň i jeho umělecké schopnosti a záliby. Z pozdějších umělců vytvořil několik portrétů dívek u piana francouzský impresionista Auguste Renoir
V literatuře lze nalézt motiv piana např. v díle rakouské kontroverzní prozaičky a dramatičky Elfriede Jelinekové v jejím románu Pianistka, jenž byl zfilmován Michaelem Hanekem. Ve filmografii je téma klavíru či klavírního přednesu rovněž obvyklé. Filmy s klavírní tematikou natočili např. Scott Hicks, Roman Polanski či Jane Campionová.
Tori Amos je jedna z mála představitelek hudební pop-kultury, jež jako hlavní doprovodný nástroj používá klavír.